# Pena de morte na Espanha
A Constituição espanhola de 1978 proíbe a pena de morte na Espanha. A Espanha aboliu completamente a pena de morte para todos os crimes, inclusive durante as condições de guerra, em outubro de 1995.  
As últimas execuções foram realizadas em 27 de setembro de 1975, quando cinco membros da ETA e da Frente Patriótica Antifascista Revolucionária (FRAP) foram executados por fuzilamento por assassinato, após um julgamento muito divulgado no qual vários condenados (incluindo uma mulher grávida) foram dadas clemência pelo general Francisco Franco, e as sentenças dos cinco restantes, devido à indisponibilidade de carrascos versados no uso da garrote, foram executadas por tiros. O estrangulamento por garrote foi retratado como um ato draconiano pela publicidade após seu último uso em 1974, quando Salvador Puig Antich foi executado em Barcelona e Heinz Chez em Tarragona.

## História
A pena de morte era comum no reino espanhol, e os métodos utilizados incluíam decapitação (especialmente para a nobreza). Em 1820, Fernando VII substituiu todos os outros métodos pelo garrote, usado principalmente desde então, inclusive para a lutadora da liberdade liberal Mariana de Pineda Muñoz e o assassino do seis vezes primeiro ministro da Espanha Antonio Cánovas del Castillo. De acordo com um panfleto publicado anonimamente pelo príncipe herdeiro Oscar Bernadotte, a Espanha foi o executor mais frequente do mundo ocidental no início do século XIX, seguido pela Suécia, sua terra natal. A penalidade foi abolida pela Segunda República Espanhola em 1932, mas restaurada dois anos depois em meio a turbulências sociais e políticas por alguns delitos graves, sem incluir assassinatos. 

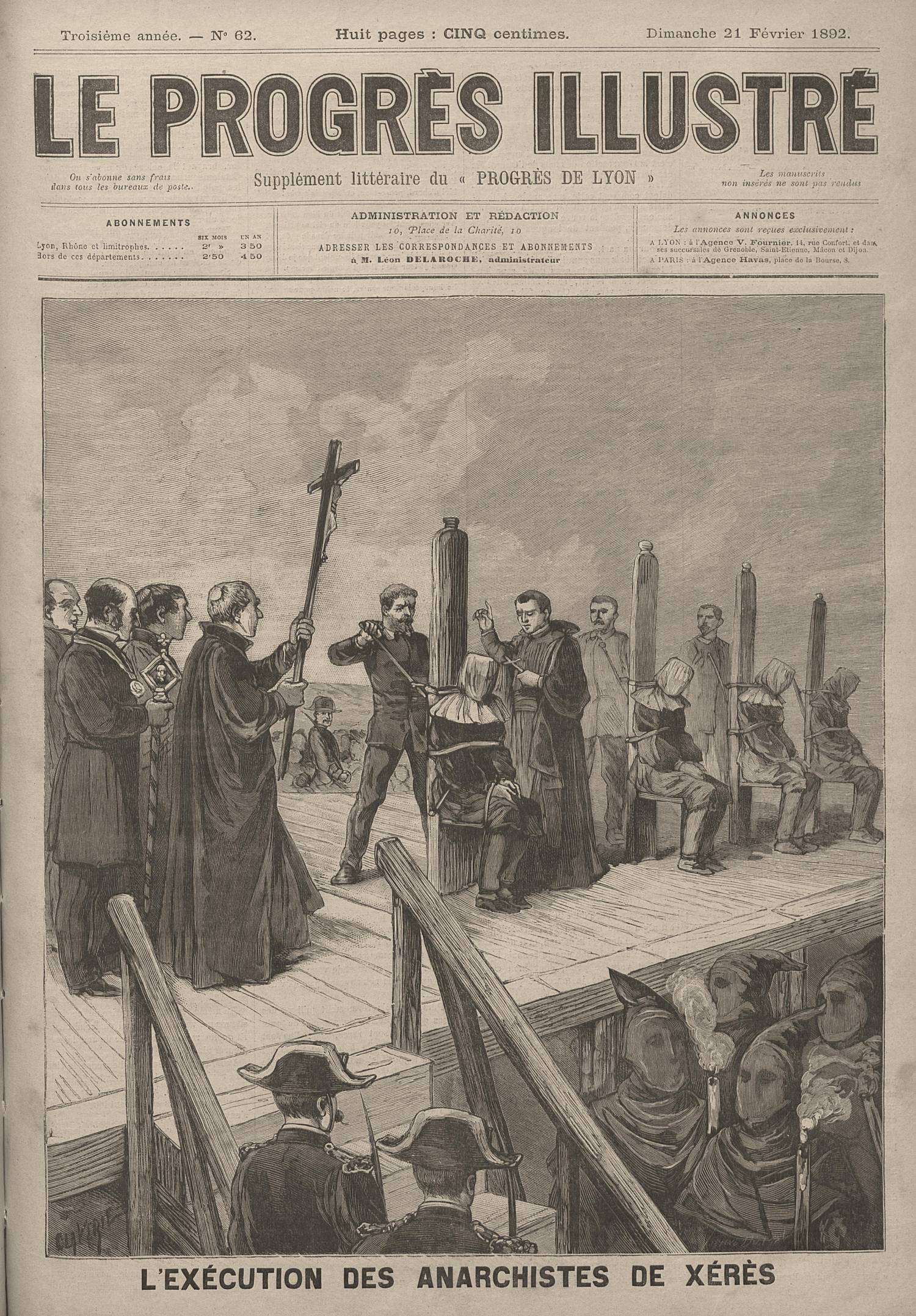
Edição de Le Progres que descreve as execuções de anarquistas em Xeres em 1892 pelo uso do garrote.

A pena de morte na Espanha franquista foi totalmente restaurada por decreto em 1938. De 1940 a 1975, foram relatadas 165 execuções judiciais, embora números precisos dos anos seguintes à Guerra Civil Espanhola sejam vagos. Entre os mais relevantes executados a partir desse período, está Lluís Companys, Presidente da Generalitat da Catalunha. 
Com a consolidação do regime de Franco, o uso da pena de morte se tornou mais escasso; entre 1950 e 1959, cerca de 58 espanhóis (incluindo duas mulheres) foram executados por garrote e nove por esquadrão de fuzilamento. Na década de 1960, o número total de execuções caiu para seis; duas em 1960, duas em 1963 e duas em 1966 (menos do que na vizinha França, embora várias das condenações tenham sido consideradas políticas). Devido a críticas, seguiu-se uma estadia de seis anos, interrompida quando Pedro Martínez Exposito foi fuzilado em 1972 por homicídio e roubo. As próximas execuções, de Salvador Puig Antich e Heinz Chez em 1974, teriam sido realizadas no mesmo dia para confundir deliberadamente sentimentos públicos e igualar a execução de um oponente político - ambos foram condenados por matar membros da Guardia Civil - com a de um assassino comum. As últimas cinco sentenças de morte foram executadas simultaneamente em Madri, Barcelona e Burgos em 27 de setembro de 1975, levando o primeiro-ministro sueco Olof Palme - entre outras duras condenações - a denunciar o regime como "assassinos diabólicos" no dia seguinte.
A imposição da pena de morte ao terrorismo seguiu sua própria lógica durante a ditadura de Franco. Às vezes, não era realizado rapidamente, como no caso de Andrés Ruiz Márquez (Coronel Montenegro),  membro de um comando da Frente Espanhola de Libertação Nacional (FELN), que havia instalado uma série de pequenas bombas em Madrid. Ele foi preso pela polícia espanhola em 1964 e condenado à morte, mas viu sua sentença comutada para a prisão perpétua.